# 中森明菜選曲 演歌集 -艶華-
『中森明菜選曲 演歌集 -艶華-』（なかもりあきなせんきょく えんかしゅう えんか）は、コンピレーション・アルバム、オムニバス・アルバム。2007年6月27日にユニバーサルシグマよりリリースされた (CD: UMCK-1229, CT: UMTK-1002)。

## 背景
『中森明菜選曲 演歌集 -艶華-』は、中森明菜の演歌楽曲を中心としたカバー・アルバム企画『艶華 -Enka-』にてカバーした楽曲の原曲やカバーを収録したコンピレーション・アルバムまたはオムニバス・アルバムである。このアルバムは、2007年6月27日にCD (UMCK-1229)とコンパクトカセット (UMTK-1002)の2形態で同時発売された。本作は、カバー・アルバム『艶華 -Enka-』と同時発売された。収録楽曲のうち、「悲しい酒」は伍代夏子版が収録された。同曲は、1960年に男性演歌歌手の北見沢淳が歌った楽曲で、美空ひばりの代表作でもある。また、「矢切の渡し」はテレサ・テン版が収録された。「矢切の渡し」は、ちあきなおみの1976年のシングル「酒場川」のB面として発表された楽曲で、1982年には、ちあきのA面シングルとしてリリースされた。

## 批評
『CDジャーナル』は『中森明菜選曲 演歌集 -艶華-』について、「ふだん演歌を耳にしない層にもアピールする一枚だ。」と批評した。

## チャート成績
『中森明菜選曲 演歌集 -艶華-』は、オリコン週間アルバムチャートで最高順位148位を記録した。同チャートには、計2週に渡ってランクインしている。

## 収録曲
| #         | タイトル                         | 作詞       | 作曲       | 編曲       | 時間  |
| --------- | -------------------------------- | ---------- | ---------- | ---------- | ----- |
| 1.        | 「天城越え」(歌: 石川さゆり)     | 吉岡治     | 弦哲也     | 桜庭伸幸   | 4:48  |
| 2.        | 「無言坂」(歌: 香西かおり)       | 市川睦月   | 玉置浩二   | 川村栄二   | 4:32  |
| 3.        | 「氷雨」(歌: 日野美歌)           | とまりれん | とまりれん | 高田弘     | 3:56  |
| 4.        | 「みちづれ」(歌: 牧村三枝子)     | 水木かおる | 遠藤実     | 斉藤恒夫   | 4:11  |
| 5.        | 「空港」(歌: テレサ・テン)       | 山上路夫   | 猪俣公章   | 森岡賢一郎 | 3:47  |
| 6.        | 「越冬つばめ」(歌: 森昌子)       | 石原信一   | 篠原義彦   | 竜崎孝路   | 4:03  |
| 7.        | 「悲しい酒」(歌: 伍代夏子)       | 石本美由起 | 古賀政男   | 馬場良     | 5:27  |
| 8.        | 「舟唄」(歌: 八代亜紀)           | 阿久悠     | 浜圭介     | 竜崎孝路   | 3:57  |
| 9.        | 「石狩挽歌」(歌: 北原ミレイ)     | なかにし礼 | 浜圭介     | 馬飼野俊一 | 3:49  |
| 10.       | 「矢切の渡し」(歌: テレサ・テン) | 石本美由起 | 船村徹     | 川口真     | 3:50  |
| 11.       | 「夜桜お七」(歌: 坂本冬美)       | 林あまり   | 三木たかし | 若草恵     | 5:22  |
| 合計時間: | 合計時間:                        | 合計時間:  | 合計時間:  | 合計時間:  | 47:42 |

## クレジット
『中森明菜選曲 演歌集 -艶華-』のライナー・ノーツより
| - アート・ディレクション: KITETSU TAKAMIYA for 67531graphics - デザイン: MAHO HASEBE for 67531graphics - イラストレーション: CHIE HIROTA for 67531graphics - アートワーク・コーディネーション: 宮本仁美 for UNIVERSWAL MUSIC K.K. - A&R: 森淳一、TETSUTARO IDA for UNIVERSAL SIGMA - セールス・プロモーション: NAOKO IWASAKI for UNIVERSWAL MUSIC K.K. - Head of Sales Promotion: HIROSHI TOKUNAGA for UNIVERSWAL MUSIC K.K. | - Heads of Media Promotion: TOSHIO KANEHAKO and DAISUKE FUJIKAWA for UNIVERSAL SIGMA - Head of Marketing & Product Management Division: 大原浩 for UNIVERSAL SIGMA - スーパーヴァイザー: KIYOTAKA WATABE for USM Japan - エグゼクティヴ・プロデューサーズ: 寺林晁 for UNIVERSWAL MUSIC K.K.、藤倉尚 for UNIVERSAL SIGMA |

## 参照
1. 1 2 3 4  “楽天ブックス: 中森明菜選曲 演歌集 -艶華- - (オムニバス) : CD”.  楽天. 2012年8月10日時点のオリジナルよりアーカイブ。2011年6月30日閲覧。
2. 1 2 3  “中森明菜選曲 演歌集 -艶華- オムニバスのプロフィールならオリコン芸能人事典-ORICON STYLE”.   オリコン. 2011年6月30日閲覧。
3. 1 2  “中森明菜選曲 演歌集-艶華- [CD] [アルバム] - CDJournal.com”.   音楽出版社. 2012年8月11日閲覧。
4. 1 2  『中森明菜選曲 演歌集 -艶華-』（12cmCD）中森明菜、ユニバーサルシグマ、2007年6月27日。UMCK-1229。
5. 1 2  “中森明菜 - 中森明菜選曲 演歌集 -艶華- - UNIVERSAL MUSIC JAPAN”.  ユニバーサルミュージック合同会社. 2012年8月11日閲覧。
6. 1 2  “中森明菜 - 中森明菜選曲 演歌集 -艶華- - UNIVERSAL MUSIC JAPAN”.   ユニバーサルミュージック合同会社. 2012年8月11日閲覧。
7. ↑  “中森明菜 / 艶華-Enka- [2CD] [限定] [CD] [アルバム] - CDJournal.com”.   音楽出版社. 2012年8月11日閲覧。
8. ↑  “芸能：ZAKZAK”. 夕刊フジ.  産業経済新聞社 (2009年5月28日). 2012年11月16日時点のオリジナルよりアーカイブ。2011年6月30日閲覧。
9. ↑  「週刊文春」編集部 (2011年9月29日). “ちあきなおみ19年“隠遁生活”の真の原因はあのヒット曲”.  文藝春秋. 2013年7月12日閲覧。
10. ↑  “中森明菜選曲 演歌集 -艶華- オムニバスのプロフィールならオリコン芸能人事典-ORICON STYLE”.  オリコン. 2011年6月30日閲覧。